# Битка при Поленция
Битката при Поленция (Pollentia) в Северна Италия се провежда на 6 април 402 г. (Великден) между войските на Римската империя и нахлулите от Изток вестготи.

## Ход на военните действия
Римският генерал Стилихон напада вестготите на Аларих I на сутринта на 6 април, нарочно на Великден при Поленция на река Танаро, близо до Асти, когато вестготите се молят и ги побеждава. Аларих I се оттегля вечерта в Лигурия, като голяма част от заграбените богатства от Балканите и жена му остават в лагера. Стилихон не ги последва, което е една от причините да бъде смъкнат по-късно.
Аларих реорганизира войската си и през 403 г. води битка при Верона с римляните на Стилихон.